# Josef-Albers-Gymnasium Bottrop
Das Josef-Albers-Gymnasium ist das größte der drei Bottroper Gymnasien und ging aus dem Städtischen Mädchengymnasium hervor. Seit März 1976 führt die Schule den Namen des international renommierten Malers, Bauhauskünstlers und Kunstpädagogen Josef Albers, der 1888 in Bottrop geboren wurde.

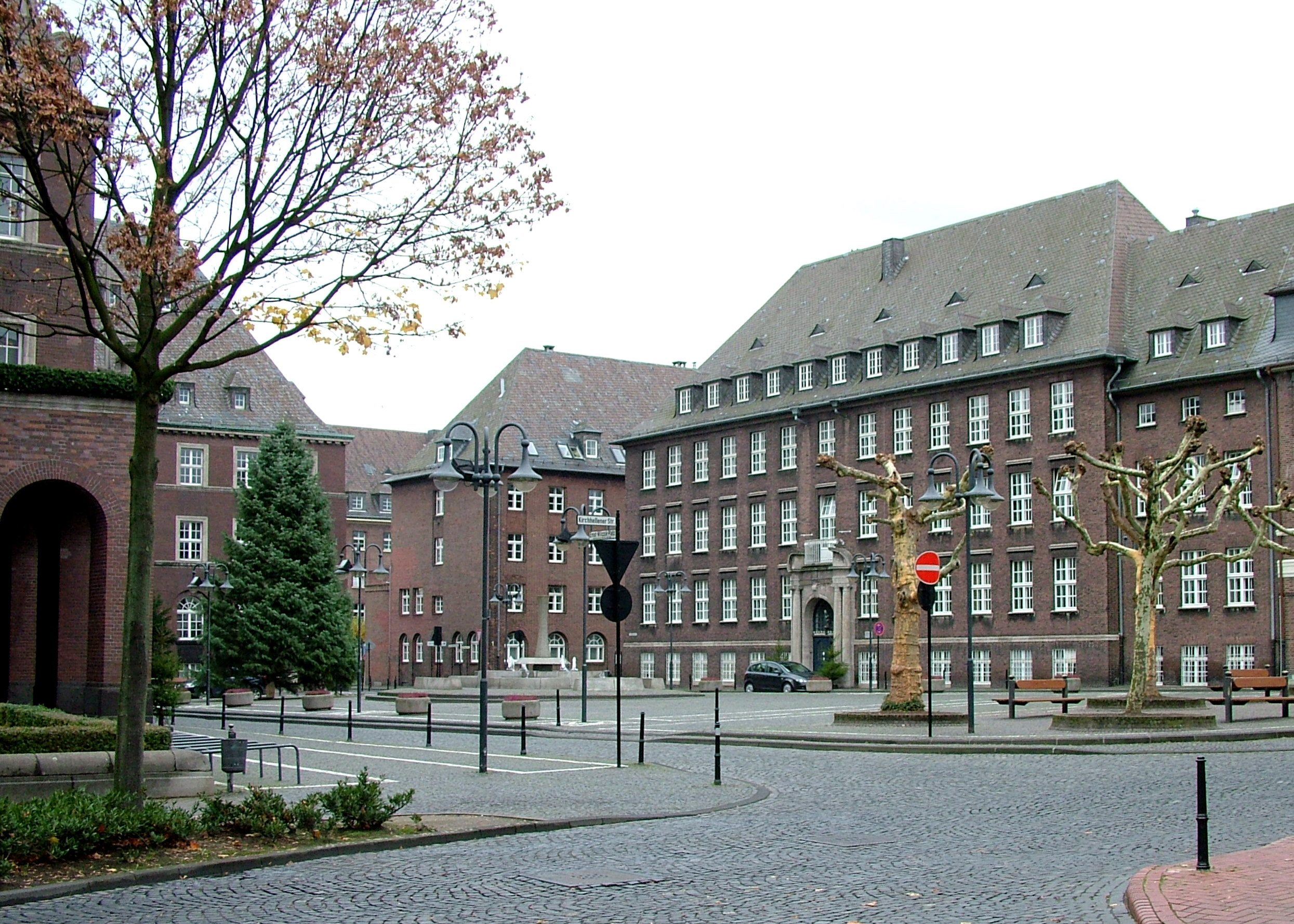
Gebäude des ehemaligen Mädchengymnasiums am Rathaus (1923–1966)

## Geschichte
Mit einer Anzeige in der Lokalpresse wurde 1896 die Gründung einer Höheren Privat-Mädchenschule bekannt gegeben. Der Unterricht fand zunächst in den Privaträumen einer Witwe statt, 1898 wurde das erste eigene Schulgebäude an der Scharnhölzstraße bezogen, 1923 erfolgte der Umzug in ein Gebäude am Rathausplatz (heute Ernst-Wilczok-Platz 2). Bereits 1914 führte die damalige Mädchenschule den Titel Lyzeum, 1923 erfolgte die Aufwertung zum Städtischen Oberlyzeum und damit einhergehend die Erlaubnis zur Durchführung der ersten Abiturprüfungen ab 1925.
1952 wurde die seit 1938 bestehende hauswirtschaftliche Ausrichtung der Schule zugunsten eines neusprachlichen Gymnasiums verändert. Die Schule führte fortan den Titel Städtisches Neusprachliches Mädchengymnasium, der 1964 durch den Zusatz Frauenoberschule ergänzt wurde. Bereits Ende der 1960er Jahre wurden vereinzelt Jungen an der Schule unterrichtet, der Übergang zur Koedukation erfolgte dann offiziell im Jahr 1976. Damit legte die Schule auch den Titel Lyzeum ab; sie führt seitdem den Namen Josef-Albers-Gymnasium.
Seit 1966 hat die Schule ihren Sitz an der Zeppelinstraße / Ecke Schützenstraße. Der alte A- sowie der alte B-Trakt wurden im Jahr 2001 durch ein modernes Gebäude erweitert, in dem neben den Fachräumen für Naturwissenschaften, Kunst und Musik auch die Jahrgangsstufen 8 und 9 untergebracht sind. 2010/11 erhielt die Schule im Rahmen der pädagogischen Übermittagsbetreuung eine Mensa und weitere Räumlichkeiten. Die Fertigstellung einer neuen Dreifach-Sporthalle ist für 2023 geplant.

## Profil der Schule
Der Unterricht am Josef-Albers-Gymnasium ist geprägt durch einen doppelten Anspruch: Einerseits soll jeder Schüler eine ausgezeichnete Allgemeinbildung und eine differenzierte Methodenkompetenz erhalten, andererseits soll unterschiedlichen Neigungen und Talenten Raum zur Entfaltung gegeben werden. Ausdruck dieses Anspruchs ist das vom Schulministerium 2008 verliehene Gütesiegel für individuelle Förderung, welches das Konzept der Binnen- und Außendifferenzierung mit seinen außerunterrichtlichen Veranstaltungen und Zusatzangeboten würdigt.
Im Bereich der musischen Förderung sind vor allem die 2006 erstmals eingeführten Bläserklassen in den Jahrgangsstufen 5 und 6 zu nennen. Die Schüler dieser Klassen erhalten während der Unterrichtszeit Instrumentalunterricht und lernen im Rahmen eines Klassenorchesters ein Blasinstrument zu spielen. In bislang zwei schuleigenen Bigbands besteht die Möglichkeit, die erworbenen Fähigkeiten im Sinne einer Begabtenförderung weiter auszubauen.
Ein zentraler Schwerpunkt der schulischen Arbeit ist die Förderung der MINT-Fächer (Mathematik, Informatik, Naturwissenschaften, Technik). So wird der planmäßige Unterricht in diesen Fächern durch ein Bündel schulischer und außerschulischer Angebote ergänzt: die Mittelstufen-Kurse Einführung in die Grundlagen des Ingenieurberufs und Mathematik in Wirtschaft und Finanzwesen, das von der Rüttgers-Stiftung geförderte Konzept der Junior Akademie Gemeinschaft der Fachschaft Physik und die vielfache erfolgreiche Teilnahme an Wettbewerben. Gewürdigt wurde dieses Konzept 2009 durch die Aufnahme des Josef-Albers-Gymnasiums in den Verein mathematisch-naturwissenschaftlicher Excellence-Center an Schulen. Damit ist das Josef-Albers-Gymnasium eines von etwa 100 Gymnasien in Deutschland, die dem exklusiven Kreis der MINT-EC-Schulen angehören.
Der traditionell besondere Stellenwert der Fremdsprachen (heutiges Sprachangebot: Englisch, Französisch, Spanisch, Latein) zeigt sich u. a. im bilingualen Angebot English and the arts (Angebot in der Mittelstufendifferenzierung) und in den Zertifizierungskursen Wirtschaftsenglisch, Wirtschaftsspanisch, Cambridge Preliminary Englisch Test und DELF-scolaire-Zertifikat, die in der Mittel- und Oberstufe angeboten werden. Hierbei legen jährlich rund 10 % aller Schüler erfolgreich eine externe Fremdsprachenprüfung ab. Erwähnenswert ist, dass unterdessen fünf Schüler die Prüfung in Wirtschaftsenglisch (LCCI Examination) auf der höchsten Stufe (level 4, Native Speaker) abgelegt haben.

## Soziales Engagement
Alle zwei Jahre findet unter dem Motto Wandern für die andern ein  Sponsorenlauf statt, an dem sich alle Schüler beteiligen. 80 % des Erlöses kommen dem katholischen Hilfswerk Misereor zugute, das damit ein Straßenkinderprojekt in der brasilianischen Stadt Recifé fördert. Die restlichen 20 % gehen an den Förderverein der Schule, der damit z. B. die Teilnahme finanziell schlechter gestellter Schüler an Klassenfahrten ermöglicht. Bis 2010 konnten bei den Sponsorenläufen und weiteren Aktionen, z. B. Trödelverkäufen an Elternsprechtagen,  über 163.000 Euro gesammelt werden. Beim Tag der offenen Tür betreuen Schüler der Sekundarstufe I zudem regelmäßig einen Verkaufsstand zu Gunsten der SOS-Kinderdörfer.

## Partnerschulen
Das Gymnasium pflegt seit Jahrzehnten den Kontakt zum französischen Collège Charles Péguy in der Bottroper Partnerstadt Tourcoing. Fest etabliert wurde im Jahr 2009 die Partnerschaft mit der Montgomery Highschool aus der englischen Stadt Blackpool, ebenfalls eine Partnerstadt von Bottrop. Im Rahmen des Comeniusprojekts Wie die andere Hälfte lebt der Europäischen Union arbeitet das Josef-Albers-Gymnasium seit 2010 mit der Zespół Szkół Ogólnokształcących nr 5 im polnischen Gliwice (ehemals Gleiwitz) zusammen.

## Förderverein
Der Förderverein unterstützt die Schule mit finanzieller Beihilfe bei Klassenfahrten, bei der Anschaffung von Musikinstrumenten, dem Druck des Kunstkalenders und des Jahrbuchs. Für erfolgreiche und bei Wettbewerben ausgezeichnete Schüler stiftet der Förderverein zudem Preise und Gutscheine.

## Personen
Ehemalige Lehrer
- Else Giese (* 1884; † 1950), Lehrerin in Bottrop seit 1908; von 1920 bis 1933 Abgeordnete der Zentrumspartei im Preußischen Landtag, Entlassung aus dem Schuldienst nach der Machtergreifung Hitlers; im August 1944 wurde sie im Zuge der „Aktion Gitter“ festgenommen und kurzzeitig inhaftiert
- Werner Boschmann (* 1950), Bottroper Autor und Verleger; Lehrer für Deutsch und Geschichte von 1975 bis 2005.
- Torsten Kyon (* 1959), deutscher Comiczeichner, Illustrator und Kunstpädagoge

Ehemalige Schüler
- Gabriele Grollmann-Mock (* 1959), ehemalige Bürgermeisterin der Stadt Schwelm
- Christina Dierkes (* 1995), Fußballspielerin
- Anna Seidel (* 1995), ehemalige deutsche Handballspielerin